# Carl Berner
Carl Christian Berner, född den 20 november 1841 i Kristiania (nuvarande Oslo), död den 27 maj 1918, var en norsk politiker. Han var kusin till Hagbard Emanuel, Axel Olaf och Søren Hjalmar Normann Berner samt far till arkitekterna Jørgen och Carl Berner. 
Berner blev 1859 student, studerade reala ämnen och blev efter tioårig verksamhet vid de största privatläroverken i Kristiania 1874 direktör för den nyupprättade tekniska skolan i Bergen. Han var medlem av nästan alla storting från 1886, till 1903 som representant för Bergen, därefter som representant för Sarpsborg. Från den 6 maj 1891 till den 2 maj 1893 var han medlem av Steens första ministär och kom alltså inte i fråga till val 1891 för perioden 1892–94. 
Berner har sedan 1896 tillhört stortingets presidentkollegium, största delen av denna tid som stortingspresident, och både vänner och motståndare var eniga om att ge honom i denna egenskap allt erkännande för hans sällsynta takt, klarhet och raskhet i ledningen. Rikt begåvad som talare och debattör samt i besittning av omfattande och mångsidiga kunskaper, i synnerhet på det tekniska området, ansågs Berner under sin livstid tillhöra de främste stortingsmän, som Norges konstitutionella historia hade att uppvisa. Som oppositionens ledare under stortingsperioden 1889-91 framlade han den 21 februari 1891 förslaget till den efter honom uppkallade dagordningen, som medförde ministären Stangs avgång. 
Berner har ett par gånger senare haft i uppdrag att bilda eller rekonstruera vänsterministären, utan att detta lyckats honom. Från 1900 hade Berner ställningen som stämpelpappersförvaltare och valdes hösten 1901 till fullmäktig i Nobelstiftelsen. Han var en av dem som kraftigast arbetade för unionens upplösning. Han var 1905 ordförande i den för konsulatfrågan tillsatta "specialkommittén" och ledde som president (sedan 1903) de stortingsförhandlingar, som kulminerade i beslutet om kungens avsättning den 7 juni. 

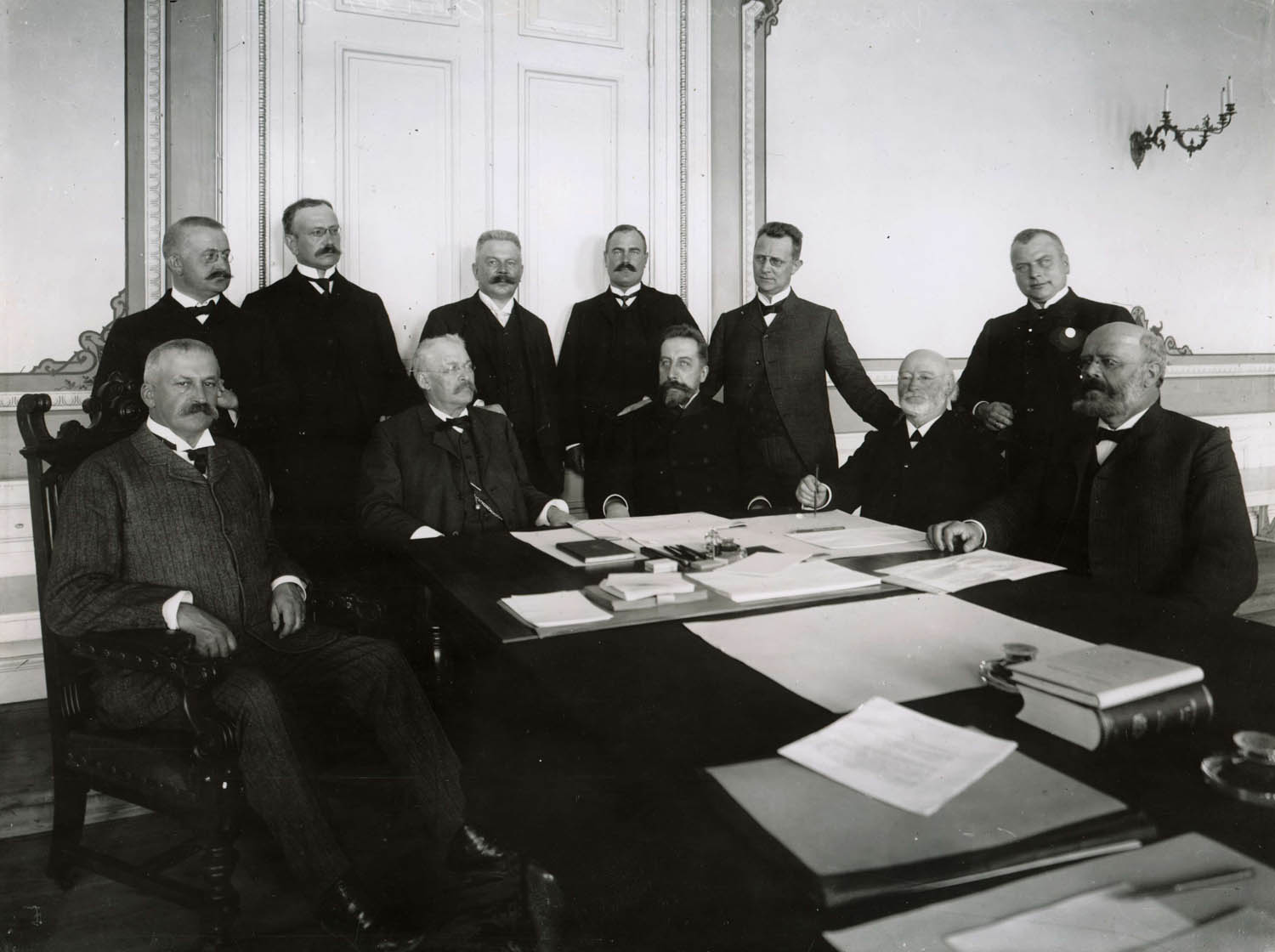
De svensk-norska unionsförhandlingarna i Karlstad, 1905. Nordiska museet NMA.0034900

Han var delegerad vid förhandlingarna i Karlstad augusti-september samma år och ordförande i den deputation, som vid danska hovet i november samma år framförde underrättelsen om norska kungavalets utgång. Han återvaldes till stortingsman 1906, men avsade sig återval 1909.